# Stake Land
Stake Land è un film del 2010 diretto da Jim Mickle. 
Film horror fantascientifico di produzione statunitense, è stato presentato in Italia al festival Science Plus Fiction 2011 di Trieste dove ha vinto il premio del pubblico. Il film ha un sequel dal titolo Stake Land II – The Stakelander del 2016.

## Trama
Sullo sfondo di un'America post-apocalittica, in tutto il paese è scoppiata un'epidemia di vampirismo dove le città sono tombe e i sopravvissuti si agglomerano insieme nelle zone rurali. Quando la sua famiglia viene sterminata da un vampiro, il giovane Martin viene coinvolto da un brizzolato cacciatore ribelle chiamato Mister in un viaggio on-the-road che li porterà a confrontarsi con orde di esseri assetati di sangue, sette ossessionate, ma durante il viaggio troveranno altri alleati e piccole fortezze fatte da sopravvissuti e questo li porterà a New Eden.

## Riconoscimenti
- 2011 - Science Plus Fiction
  - Premio del pubblico

## Prequel webisodes
Sono stati girati anche 7 brevi videoclip (detti webisodes), distribuiti nel web contemporaneamente al film, che costituiscono, a tutti gli effetti, dei prequel sulla storia dei singoli personaggi principali del film.